# 泰源盆地
泰源盆地是台灣東部的盆地，也是海岸山脈面積最大的盆地，又稱高原盆地。全長約25公里，中央最寬處為8公里；總面積約130平方公里。位於台灣東部海岸山脈的南段，介於花蓮縣富里鄉與臺東縣東河鄉東河村之間。

## 成因
菲律賓海板塊擠壓歐亞大陸板塊所造成的斷層環繞泰源盆地，這是由於岩性差異的關係，都巒山層為堅硬的火成岩，構成海岸山脈主要山嶺；相反的大港口層為膠結較為鬆散的沉積岩，多形成低緩的山丘。在風化侵蝕的過程，使被包圍的大港口層低下，形成海岸山脈最大的泰源盆地。

## 地理
北呂宋島弧最大的弧前盆地。東西北三面為都巒山層所形成的高山包圍：
- 西側：嘎嘮吧灣山－富興山－都鹿北山等連脈
- 東北側：嘉平山－都歷山
- 東南側：大馬武窟山－即哈那拉山－八里芒山

### 主要河川
馬武窟溪為泰源盆地內主要的河川，並且有有南北二源，其有許多支流匯至泰源盆地。